# Épigraphie

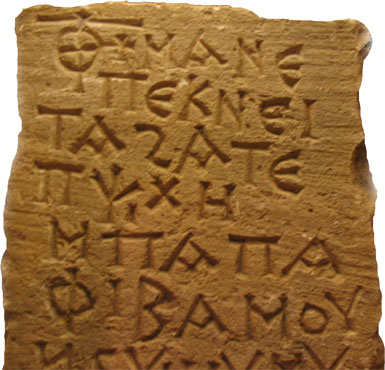
Inscription copte du IIIe siècle av. J.-C.

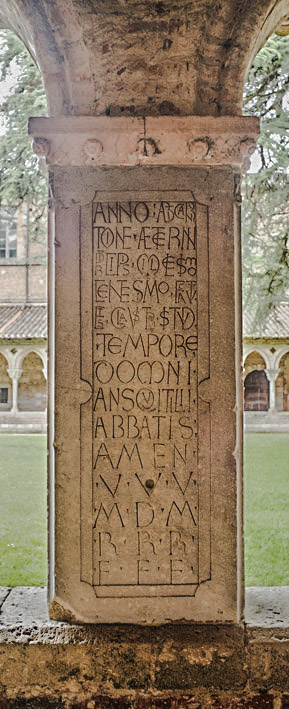
L'écriture épigraphique médiévale est parfois difficile à déchiffrer (ici une inscription sur le pilier médian de la galerie occidentale du cloître de l'abbaye de Moissac dont la forme et l'enclavement des lettres permettent un gain de place).

Ne doit pas être confondu avec Paléographie.
L'épigraphie étudie les inscriptions gravées sur des matières dures ou réalisés en tesselles de mosaïques. Les matières dures en question sont la pierre (inscription lapidaire), l'argile, le plâtre, le métal, le verre, les os, l’ivoire, le bois, mais pas le papier ou le papyrus (papyrologie grecque et latine). Cette discipline connexe qui constitue un outil indispensable de l'histoire et de l'archéologie a pour objectif d'établir le contenu des textes, d'en proposer une retranscription, une traduction, une datation, et de les replacer dans leur contexte culturel et historique. Elle permet aussi d'identifier des faux archéologiques par l'étude des graphèmes, du ductus des lettres, et par celle des formes linguistiques employées dans ces inscriptions.

## Étymologie
Le terme d’épigraphie, désignant l’étude scientifique des inscriptions, provient du grec : épi-grapheîn, soit « écrire sur ». Ce terme issu du grec a pour miroir latin « in-scribere », bien que paradoxalement, pourtant, le nom donné aux inscriptions en latin ne soit pas « inscriptio » mais « titulus ».

## Définition
Une épigraphe (à ne pas confondre avec épigramme) est un texte de toute nature, réalisé par gravure, incision, estampage, moulage, sur support rigide, dont la taille peut aller :
- d'un simple graphème (signe de propriété sur une coupe, timbre gravé sur une amphore par le marchand ayant expédié les denrées qui s'y trouvaient),
- à un long document (un traité juridique, une biographie, un règlement religieux, une œuvre littéraire ou une inscription funéraire extensive)

La plupart des documents épigraphiques sont courts, et ne contiennent qu'un ou quelques mots (un anthroponyme de propriétaire, de destinataire, un nom de divinité, de communauté politique, de lieu, etc.).
Les supports et les formes des graphèmes sont variés. Les matériaux les plus fréquemment employés sont durs, et durables :
- la pierre (calcaire, grès, granite, marbre, etc.) sous forme de stèles ou de blocs architecturaux, de gemmes taillées (glyptique).
- le métal (bronze, plomb, or, argent, etc.), sous forme de plaques, de rouleaux, de diplômes, de sceaux ou d'objets métalliques non-monétaires (instrumentum, mobilier domestique, etc.).
- la paroi d'une formation rocheuse naturelle non mise en œuvre dans un édifice (à l'intérieur d'une grotte par exemple, on parlera alors d'inscription pariétale).
- la terre cuite sous forme de tablettes d'argile (laissée crue ou cuite par accident), sous forme de vase (céramique).
- le verre.
- l'os et l'ivoire.
- les stucs, plâtres, fresques et autres enduits à base de carbonate de calcium destinés à la décoration des édifices et souvent inscrits, graffités.
- la mosaïque (par agencement des tesselles pour former des textes).
- le bois archéologique (qui n'est pas un matériau durable, mais qui peut être conservé en raison d'un milieu anoxique / hypoxique, comme l'attestent les nombreuses tablettes sur bois découvertes en Égypte, à Pompéi, ou sur le site britannique de Vindolanda).

La personne qui pratique cette science est un épigraphiste. Il est spécialisé dans l'étude, l'édition scientifique, la traduction et la publication des inscriptions anciennes, notamment dans des corpus spécialisés (par exemple, le Corpus des Inscriptions Latines, le Corpus des Inscriptions Grecques, etc.) ou dans des revues d'épigraphie (par exemple, en France, L'Année épigraphique).
Le domaine de l’épigraphie se distingue de l’étude des textes transmis par la tradition manuscrite (ecdotique, codicologie, philologie, etc.) et de l’étude des papyrus, appelée la papyrologie. Les documents épigraphiques se distinguent aussi des monnaies et médailles (étudiés par les numismates), et des monuments ou bas-reliefs dépourvus d'écritures publiques et privées, appelés monument anépigraphes, qui relèvent plus généralement de l'archéologie et de l'histoire de l'art. Enfin, l'étude des formes des écritures manuscrites anciennes, généralement réalisées à l’encre, relève quant à elle d'un domaine distinct appelé « paléographie », et concerne plus précisément les documents sur supports périssables et tendres, ne requérant pas l'emploi de la gravure mécanique dans la matière dure.

## Applications
L'épigraphie est un outil incontournable de l'histoire et de l'archéologie car elle permet d'ajouter aux documents anciens un grand nombre de textes modestes, issus du répertoire funéraire, de l'architecture monumentale, des pratiques comptables privées ou publiques des sociétés anciennes.
La diversité et la quantité des épigraphes permet de documenter la nomenclature et l'origine sociale des individus, l'onomastique, le statut juridique, les échanges économiques et les opérations administratives au sein d'une société donnée. Elle permet aussi d'étudier un certain nombre de pratiques d'occupation de l'espace public par l'écriture, d'étudier les documents normatifs exposés dans les espaces communautaires, informant tantôt les pratiques religieuses, calendaires, les procédures politiques et judiciaires, dont les tenants et aboutissants sont fréquemment portés sur stèle dans le cadre des « civilisations de l'épigraphie », notamment celles de l'Antiquité, qui ont laissé plusieurs centaines de milliers d'inscriptions en langue grecque et latine.

## Histoire

### Pendant l'Antiquité
La curiosité pour les inscriptions est ancienne, sans doute aussi vieille que la pratique même des inscriptions. Certains auteurs de l’Antiquité se sont attachés à mentionner le contenu des inscriptions qu’ils pouvaient parfois lire, soit toujours en place, soit brisées à terre, en relatent le texte et en tirent des informations.
Le voyageur Pausanias, auteur de la Description de la Grèce au IIe siècle apr. J.-C., décrit ainsi des dizaines d'inscriptions grecques antiques au détour de la description de nombreux édifices, sanctuaires, villes. Il transcrit notamment de nombreuses dédicaces, signatures d'architectes et de sculpteurs présents sur les monuments. Un autre exemple célèbre est celui d'un géographe grec demeuré anonyme, qui, dans son récit, relate son voyage à Carthage et indique avoir lu une inscription dans le temple de Ba’al qui racontait le célèbre Périple d'Hannon. Ce voyage, réalisé à l'époque archaïque ou classique, était raconté par un bref texte grec inscrit, censé être la traduction d'une inscription adjacente en langue punique, située aussi dans le temple de Ba'al à Carthage. L’inscription originale demeure perdue et n'est relatée que par ce texte anonyme lui-même parvenu à nous par un unique manuscrit, le Palatinus græcus 398, manuscrit byzantin du dernier quart du IXe siècle (texte de 101 lignes, fol. 55r-56r).
D’autres exemples existent : Pline l’Ancien, lui aussi voyageur passionné et descripteur des lieux traversés, donne dans son ouvrage, Histoire naturelle, la liste des peuples vaincus par Auguste tels qu'ils furent gravés sur le trophée des Alpes à la Turbie. L’inscription existe d'ailleurs toujours, conforme à ce que Pline avait rapporté.
Les préoccupations des auteurs antiques sont rarement historiques, les inscriptions mentionnées sont en général sommairement décrites ou simplement évoquées dans la mesure où elles donnent l’origine d’une construction ou d’une dédicace d’œuvre.

### Au Moyen Âge
Au Moyen Âge, de nombreux récits de voyages, qu’on appelle couramment des « itinéraires », mentionnent et citent des inscriptions croisées ici et là pour servir de repères aux pèlerins en route pour un lieu saint. A Rome, certains de ces pèlerins réalisent à la fin du Moyen Âge les premières copies d’inscription latines croisées lors de leur périple, en concentrant leur attention sur les exemplaires les plus monumentaux, présentant les graphies les plus belles, issues de l'alphabet latin monumental de l'époque impériale.
En Orient, certains érudits et sages de la tradition soufi sont réputés avoir les premiers déchiffré les hiéroglyphes. Cela pourrait être le cas de Dhul-Nun al-Misri (786-859) même si aucun de ses écrits ne nous est cependant parvenu. Ibn Wahshiyya (Xe siècle), par la suite, dans son Kitab Shawq al-Mustaham, discute de plusieurs alphabets anciens dont les hiéroglyphes égyptiens.
Le premier érudit médiéval à recopier, en Occident, en grand nombre des inscriptions fut Cyriaque d'Ancône (1391-1452), un marchand, antiquaire et humaniste italien, voyageur et épigraphiste grâce auquel nous sont parvenues des copies de nombreuses inscriptions grecques et latines perdues par la suite. Parfois appelé le « père de l'archéologie », il est le premier « savant » à redécouvrir et décrire des sites grecs antiques prestigieux tels que Delphes, l'acropole d'Athènes, le Parthénon, Apollonia d'Illyrie, Butrint, Érétrie ou Nicopolis d'Épire; en 1440, il fit l'ascension de la grande pyramide jusqu'au sommet et rapporta la nouvelle de l'existence de ce monument et des hiéroglyphes égyptiens en Europe. Cyriaque d'Ancône se croyait investi d'une mission : sauver les antiquités, condamnées à disparaître. La première inscription recopiée par Cyriaque fut celle qui se trouvait sur l'arc de Trajan, à l'entrée du port d'Ancône, au début des années 1420. Lors de son séjour à Rome en décembre 1425, il étudia les monuments antiques et copia nombre d'inscriptions. Cyriaque tenait un journal détaillé, en latin, de ses pérégrinations, les Commentaria, dans lequel il faisait parfois des croquis des monuments qu'il voyait (par exemple Sainte-Sophie de Constantinople) et transcrivait les inscriptions qu'il pouvait déchiffrer. Durant ses nombreuses visites en Grèce, il essaya de dessiner et recopier le plus d'antiquités et d'inscriptions possibles.

### À la Renaissance et à l'époque moderne

#### Retour en force de l'Antiquité
Lors de la Renaissance et dans le sillage de la redécouverte du monde antique, on commence à porter un intérêt non plus topographique ou pratique aux inscriptions mais réellement scientifique, à les constituer comme source d’histoire. On appelle alors souvent les inscriptions des « tables », en latin tabellae. La redécouverte de l’Antiquité, du monde antique, déclenche une véritable passion chez les artistes, peintres, sculpteurs, qui glissent régulièrement dans leurs tableaux des représentations d’inscriptions antiques, parfois légèrement modifiées. Les tout premiers recueils d’inscriptions apparaissent au XVe siècle, par exemple celui de Désiderio Spreti, de Amplitudine, Eversione Et Restauratione Urbis Ravennae, publié en 1489, qui comporte quelques textes d’inscriptions découvertes à Ravenne, qui était une des bases de la marine militaire romaine sous l’empire. Ces premiers recueils sont d’une fidélité relative, comportent parfois des faux grossiers, et n’ont souvent qu’une portée très locale, se contentant de mentionner les inscriptions d’une ville, ou d’un village.

#### Valorisation des inscriptions comme source d'histoire auXVIesiècle
Au milieu du XVIe siècle. Georg Fabricius, directeur d'une école de jeunes garçons, effectue un voyage en Italie avec l'un de ses élèves. Il se livre alors à une étude exhaustive des antiquités de Rome et publie la première courte sélection d'inscriptions romaines, en se concentrant particulièrement sur les textes juridiques. Cette démarche est un jalon dans l'histoire de l'épigraphie classique : pour la première fois, un humaniste montrait explicitement la valeur de telles vestiges archéologiques pour l'histoire du droit, tout en reconnaissant implicitement aux inscriptions gravées dans la pierre la même valeur que les manuscrits.
Au XVIe siècle, inscriptions et monnaies sont considérées ensemble comme des documents de l'Antiquité, des « monuments » dignes d'intérêt et de mémoire, servant à la connaissance du passé. Antonio Agustín dans ses Dialogos de medallas, inscriciones y otras antiguedades, publiées après sa mort en espagnol en 1587, rapidement traduite en italien et en latin, fait ainsi le rapprochement systématique et épistémologique entre les approches numismatiques et épigraphiques.
La structuration des pratiques scientifiques sur l’Antiquité se fait progressivement aux XVIIe siècle et XVIIIe siècle s. grâce aux découvertes archéologiques de plus en plus nombreuses, à l'instar de la découverte des villes de Pompéi et d'Herculanum. Les antiquaires sont font alors collectionneurs, reproduisent en plâtre de nombreuses inscriptions sous la forme de petits cabinets d’antiques.
Le XVIIe siècle, qui voit surtout l'essor de la numismatique, s'ouvre avec la publication du corpus de Janus Gruter (1603). Le goût de l'inscription livresque se développe. Quant aux manuels d'épigraphie, qui font alors leur apparition, ils ont pour objet d'offrir des modèles en vue de la rédaction d'inscriptions modernes : ainsi il en va de l'œuvre d'Ottavio Boldoni intitulée Epigraphica sive elogia inscriptionesque publiée à Pérouse en 1660.

#### Naissance des recueils épigraphiques à la fin de l'époque moderne
Le projet de créer un recueil exhaustif d’inscriptions latines antiques nait au XVIIe siècle. Le premier à en faire le projet est l’érudit d’Heidelberg, Janus Gruter en 1603.
Au XVIIIe siècle, l’idée de composer un traité d'épigraphie se renforce grâce aux travaux de Scipione Maffei, qui crée par ailleurs le musée lapidaire de Vérone ; les premières réalisations sont l'œuvre de Francesco Antonio Zaccaria (1770) et de Gaetano Buganza (1779), ou encore l'ouvrage de Stefano Antonio Morcelli De stilo inscriptionum latinarum (1781).

### Les recueils scientifiques contemporains

#### Les précurseurs
C’est au XIXe siècle que la rédaction de recueils s’accélère avec le travail de Johann Caspar Von Orelli, philologue suisse, qui en 1828 publie le premier recueil « moderne », intitulé Inscriptionum Latinarum Selectarum Amplissima Collectio Ad Illustrandam Romanae Antiquitatis disciplinam accomodata. L’élan donné par Von Orelli fut suivi en Europe et donna naissance à la publication de nombreux suppléments issus des cercles érudits allemands, mais aussi par les Français qui lors de la conquête de l’Algérie font une moisson exceptionnelle d’inscriptions latines. Dans le même temps, l'enseignement de l'épigraphie entre dans les programmes universitaires ; en Italie, l'épigraphie constitue une section des premiers manuels d'archéologie. Un Handbuch der römischen Epigraphik est publié au milieu du siècle par Karl Zell, professeur à l'Université de Heidelberg. René Cagnat, fondateur de L'Année épigraphique, publie, à partir de 1886, son cours d'épigraphie, dont la 4e et dernière édition (1914) est toujours régulièrement fréquentée par les étudiants en histoire francophones.
La plupart des officiers militaires français de l’époque, qui ont eu une éducation classique solide et ont lu les auteurs anciens, notamment Salluste et sa « Guerre de Jugurtha », mènent des explorations archéologiques en parallèle de la conquête militaire de la région. Ils découvrent en Algérie des dizaines de cités romaines quasiment intactes, avec des centaines d’inscription encore en place. Forums, dédicaces publiques, nécropoles et épitaphes, sortent du sol de l'Algérie. Le français Léon Renier met en place un « Recueil des inscriptions romaines de l’Algérie » dès 1855.

#### La naissance du CIL
C’est à l’Allemagne et plus spécifiquement à la Prusse qu’il faut attribuer la naissance du recueil d'inscriptions latines le plus célèbre de l'époque contemporaine, toujours utilisé toujours aujourd’hui : le Corpus Inscriptionum Latinarum, en français le Corpus des Inscriptions Latines, abrégé CIL. L’idée naît en 1815 de la discussion à Rome entre Bartolomeo Borghesi et Barthold Georg Niebuhr. Borghesi fut le maître d’un certain Theodor Mommsen, historien du droit, philologue, épigraphique, romancier, homme politique, et le seul historien à avoir reçu le prix Nobel de littérature. Theodor Mommsen lance en 1863 un vaste projet à l’Académie de Prusse : la création d'un immense répertoire d'inscriptions latines, rassemblé selon les régions. Le tome I comprend toutes les inscriptions du latin archaïque jusqu’à César, puis les tomes suivant sont répartis en fonction de la géographie : le tome II pour l'Hispanie, le III pour l'Orient et les provinces danubiennes, le IV pour les inscriptions murales de Pompéi, le V pour la Gaule Cisalpine, le VI pour Rome, le VII pour la Bretagne, le VIII pour l'Afrique, le IX pour l'Italie centrale, le X pour Italie du sud, le XI pour l'Italie du nord, le XII pour la Gaule Narbonnaise, le XIII pour les Trois Gaules et le XIV pour le Latium.
Cet ordre correspond à l'ordre de parution des volumes. Chaque tome est ensuite divisé en chacune des provinces de la région, et en subdivisions administratives inférieures. Pour chaque localité, les inscriptions sont ensuite classées par types : inscriptions religieuses, impériales, magistratures municipales, inscriptions métriques, inscriptions funéraires pré-chrétiennes, puis les inscriptions juives et chrétiennes. Viennent ensuite les bornes routières et les inscriptions sur amphores et dolium, qui sont celles qui voyagent le plus. On trouve enfin quatre tomes thématiques, les tomes XV, XVI, XVII et XVIII, qui rassemblent les inscriptions sur lampe, sur vaisselle et objets de vie courante, les diplômes militaires, un tomes spécifique pour les bornes routières, et enfin, un tome d'épigrammes et poèmes. Ces derniers tomes sont toujours en cours de publication. à l'heure actuelle. Le CIL est aujourd'hui presque intégralement disponible en ligne, rassemblant dans une même base de données plus de 427 000 inscriptions latines provenant de plus de 17 000 endroits.

#### Les autres corpus d'épigraphie latine
En ce qui concerne l'épigraphie latine, d'autres outils ont par la suite émergé au XXe siècle afin de publier périodiquement les nouvelles inscriptions découvertes du fait du travail des archéologues.
Ces publications prennent la forme de revues : la Revue des Publications épigraphiques lancée en 1888 par René Cagnat devint par la suite L’Année épigraphique. L’Année épigraphique contient chaque année près de 2000 notices, comprenant soit des inscriptions nouvelles, soit des révisions de lectures et de transcription / traduction d’inscriptions déjà connues. Outre les corpus « généraux », d’autres corpus nationaux ont émergé : les Inscriptiones Italiae, les Imagines Italicae, les Supplementa Italica, les Inscriptiones Christianae Urbis Romae, les Inscriptions Latines de Narbonnaise, le Recueil des Inscriptions Chrétiennes de la Gaule pré-carolingienne. Le nombre d’inscriptions publiées dépassant rapidement les dizaines de milliers (voire plusieurs centaines de milliers), certains auteurs ont songé très tôt à éditer des recueils de sélections d’inscriptions majeures : les Inscriptiones Latinae Selectae (inscriptions latines choisies), corpus rassemblé par Hermann Dessau dès 1892, recueil malheureusement clôturé en 1916. Le classement est cette fois-ci thématique et non géographique.
Pour les inscriptions chrétiennes, un recueil spécifique est créé au début du XXe siècle, les Inscriptiones Latinae Christianae Veteres, publiées depuis 1926.

#### L'épigraphie grecque
L'épigraphie grecque se développe à la même époque que les grands corpus des inscriptions latines, mais repose sur des corpus différents (par définition). Le Corpus Inscriptionum Graecarum, fut le premier recueil d'inscriptions grecques majeur du XIXe siècle. Ce projet fut dirigé par August Böckh et fut publié à Berlin entre 1828 et 1877. L'objectif du projet était de rassembler et de publier toutes les inscriptions grecques connues en quatre volumes. Le corpus, en constante expansion du fait de l'explosion documentaire permise par l'archéologie grecque, dépassa cependant rapidement l'ambition initiale du projet. Ce corpus initial, CIG, reste une référence en termes de bibliographie, mais seuls les étudiants avancés le consultent encore, car de meilleures éditions des textes l'ont remplacé. Le CIG fut rapidement remplacé par les Inscriptiones Graecae.
Ce projet est du à l’actuelle Berlin-Brandenburgische Akademie der Wissenschaften, ainsi dénommée depuis la réunification allemande. Il s'agit là aussi d'un recueil monumental ayant pour but de rassembler dans une publication scientifique toutes les inscriptions antiques en grec ancien découvertes en Europe. Le projet a été lancé en 1902 par Ulrich von Wilamowitz-Moellendorff. Sa publication est toujours en cours. Les IG présentent les inscriptions grecques selon un classement géographique par catégories : décrets grecs, catalogues, titres honorifiques, inscriptions funéraires, divers. Tous les textes sont édités et présentés en bilingue latin / grec, en vertu du principe académique de neutralité internationale dans le domaine des études classiques, qui privilégie les langues anciennes pour l'édition critique.

#### L'épigraphie étrusque
La langue étrusque possède la particularité de ne pas être apparentée à l'une des grandes familles linguistiques représentées en Europe (comme les langues indo-européennes) et a longtemps été considérée comme intraduisible. L'épigraphie étrusque a joué un grand rôle dans le progrès de la traduction de la langue étrusque, facilement lisible, en raison de son usage d'un dérivé de l'alphabet grec eubéen, mais dont les structures lexicales et grammaticales furent difficiles à identifiée.
En l'absence d'un grand nombre de textes littéraires bilingues ou trilingues comprenant d'importants passages diversifiés de langue étrusque, c'est principalement grâce au recours à la méthode philologique, en comparant les inscriptions connues sur les tombes, les urnes et les objets funéraires dotés de formules religieuses des langues voisines, que l'on a pu progressivement identifier les mots, structures et formes grammaticales de la langue étrusque.
Le Corpus Inscriptionum Etruscarum (CIE, Corpus des Inscriptions Etrusques) est un corpus d'inscriptions étrusques dont qui vit le jour en 1885. Le CIE a été créé dans le but de recenser systématiquement toutes les inscriptions étrusques existantes et de les rendre accessibles à l'analyse dans le cadre de l'étude de la langue étrusque. L'initiateur de ce projet était le philologue et étruscologue Carl Pauli. À partir de 1885, il fait la collecte systématique des inscriptions étrusques découvertes en Italie. Il entérine la publication de ce recueil à partir de 1893 avec la participation de l'Académie prussienne des sciences de Berlin. Par la suite, le CIE devient la responsabilité de différents chercheurs internationaux, notamment le co-éditeur des premières publications du CIE, le Suédois Olof August Danielsson de l'Université d'Uppsala, ainsi que le linguiste allemand Gustav Herbig (1868-1925). Après la mort de Danielsson en 1933, le travail sur le CIE fut tout d'abord interrompu. Après la Seconde Guerre mondiale, le projet fut transféré à l'Académie des sciences de la RDA, et fut rattaché à l'Institut central d'histoire ancienne et d'archéologie allemand puis, en 1955, à l'Institut d'archéologie gréco-romaine nouvellement créé. Depuis 1970, l'œuvre est poursuivie par des chercheurs italiens sous la direction du Consiglio Nazionale delle Ricerche.

#### Autres grands recueils épigraphiques

##### Épigraphie des croisades et des États latins d'Orient
Le Corpus Inscriptionum Crucesignatorum Terrae Sanctae (inscriptions des croisés)

##### Épigraphie celtique
Le Corpus Inscriptionum Insularum Celticarum (inscriptions celtiques),

##### Épigraphie iranienne
Le Corpus Inscriptionum Iranicarum (inscriptions iraniennes),

##### Épigraphie mésopotamienne
Les "Inscriptions royales de Mésopotamie" et les "Inscriptions royales de l'époque néo-assyrienne" (inscriptions sumériennes et akkadiennes).

## Épigraphistes célèbres
Quelques épigraphistes célèbres : Dhul-Nun al-Misri (786-859), Abou al-Hassan al-Hamadani († 945), Ibn Wahshiyya (Xe siècle), Shen Kuo (1031-1095), Georg Fabricius (1516-1571), Gaspare Luigi Oderico (1725-1803), Jean-Antoine Letronne (1787-1848), August Wilhelm Zumpt (1815-1877), Theodor Mommsen (1817-1903), Emil Hübner (1834-1901), René Cagnat (1852-1937), Franz Cumont (1868-1947), Louis Robert (1904-1985) et Christian Habicht (1926-2018).

## Inscriptions célèbres

### Afrique
- Égypte
  - Pierre de Rosette

### Amérique
- Mexique
  - Les différents monuments du site de civilisation maya de Palenque.

### Asie
- Inde
  - Édits d’Ashoka
- Chine
  - Classiques en pierre de Xiping
- Mésopotamie
  - Code de Hammurabi
- Perse
  - Inscription de Behistun
- Birmanie
  - Inscription de Myazedi
- Mongolie

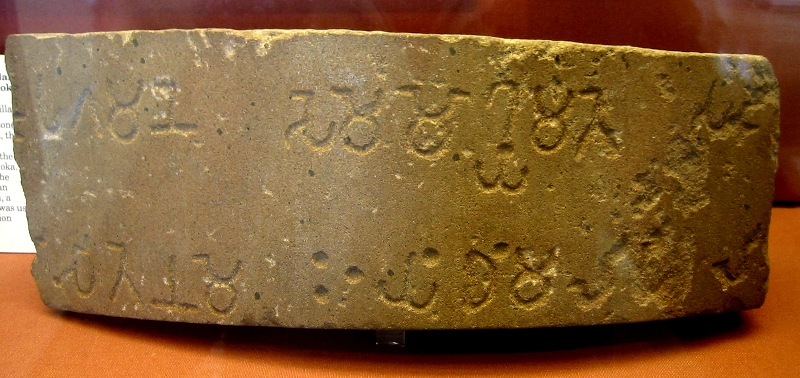
Sixième édit dit d’Ashoka sur colonne. Environ 238 av. J.-C., provenant probablement de la colonne de Meerut (Uttar Pradesh).

  - Alphabet de l’Orkhon en vieux-turc

### Europe et Asie mineure
- France
  - Tables Claudiennes (Lyon)
  - Trophée des Alpes à la Turbie
  - Marbre de Thorigny
  - Cadastre d'Orange
  - Pierre de Martialis (langue gauloise)
  - Plomb du Larzac (langue gauloise)
- Étrurie
  - Lamelles de Pyrgi (bilingue étrusque - punique)
  - Abécédaire de Marsiliana d’Albegna
  - Momie de Zagreb
  - Fibule d'Arath Velasvena de Chiusi
- Rome et Italie
  - Épigraphie latine
  - Fibule de Préneste (latin archaique)
  - Colonnes rostrales de Duilius (latin archaique)
  - Elogia Scipionum (latin archaique)
  - Lex Spoletina
  - Res gestae Divi Augusti
  - Inscription de Duenos
  - Fastes Capitolins
  - Tabula Bantina
  - Sénatus consulte des Bacchanales (latin archaique)
  - Lapis Niger (latin archaique)
  - Lapis Satricanus (latin archaique)
  - Tables Eugubines (ombrien)
- Grèce antique
  - Décret de Thémistocle
  - Inscription du Dipylon
  - Inscription de Abercius
  - Disque de Phaistos
  - Décret de Chalcis
  - Décret de Cléarchos
- Épigraphie runique
  - Inscriptions de Bryggen
  - Grosse pierre de Jelling

## Corpus de textes épigraphiques[10]

### Épigraphie grecque
- Le CIG (Corpus inscriptionum Græcarum), par A. Böckh et B.G. Niebhur, 1825-1858 (Index 1877), devenu les Inscriptiones Græcæ (IG) à partir de 1873.

### Épigraphie latine
- L'Année épigraphique (AE). Il s’agit d'une publication annuelle française créée par René Cagnat assisté de Jean-Guillaume Feignon en 1888. Elle recense une grande majorité d’inscriptions latines.
- Le CIL (Corpus Inscriptionum Latinarum), créé par Theodor Mommsen au XIXe siècle, et constamment mis à jour depuis, il regroupe l'ensemble des inscriptions latines retrouvées dans le monde entier (1863 -…). Les volumes du CIL sont organisés selon un ordre géographique, du moins les volumes II à XIV (les autres étant thématiques) :
  - CIL I2 : inscriptions républicaines ;
  - CIL II : inscriptions des trois provinces de la péninsule ibérique : Hispanie citérieure, Bétique et Lusitanie ;
  - CIL III : inscriptions de Méditerranée orientale (Grèce, Anatolie, Levant, Égypte, Cyrénaïque) et des provinces du Danube ;
  - CIL IV : inscriptions de Pompéi, Herculanum et Stabies ;
  - CIL V : inscriptions de la Gaule cisalpine, c'est-à-dire des regiones IX (Ligurie), X (Vénétie et Istrie) et XI (Transpadana) et des provinces alpines Alpes cottiennes et Alpes maritimes ;
  - CIL VI : inscriptions de la cité de Rome, à l'exclusion de l'instrumentum domesticum (CIL XV) et des inscriptions chrétiennes (ICUR) ;
  - CIL VII : inscriptions de Grande-Bretagne (Britannia) ;
  - CIL VIII : inscriptions d'Afrique du Nord excepté l'Égypte et la Cyrénaïque, c'est-à-dire les provinces de Maurétanie tingitane, césarienne et sétifienne, de Numidie et d'Afrique proconsulaire ;
  - CIL IX : inscriptions des regiones II, IV et V : Calabria, Apulie, Samnium, Sabine et Picénum ;
  - CIL X : inscriptions des regiones I et III : Bruttium, de Lucanie et de Campanie, y compris le Latium adiectum ; dans la partie 2 se trouvent les inscriptions de Sicile, de Sardaigne et de Corse ;
  - CIL XI : inscriptions des regiones VI, VII et VIII : Ombrie, Étrurie et Émilie ;
  - CIL XII : inscriptions de la Gaule narbonnaise, des Alpes grecques et pennines et de l'ouest des Alpes cottiennes et des Alpes maritimes (voir aussi CIL V) ;
  - CIL XIII : inscriptions des trois Gaules (aquitaine, lyonnaise et belgique) et des deux provinces de Germanie (supérieure et inférieure) ;
  - CIL XIV : inscriptions du Latium vetus – il y a une superposition considérable avec CIL VI et avec les volumes du Supplément, par exemple dans les inscriptions d'Ostie ;
  - CIL XV : instrumentum domesticum originaire de Rome ;
  - CIL XVI : diplômes militaires ;
  - CIL XVII : bornes ;
  - CIL XVIII : carmina (poèmes).
- EE (Ephemeris epigraphica, Corporis inscriptionum Latinarum supplementum) : suppléments au CIL – 9 volumes de 1872 à 1913.
- Carmina Latina Epigraphica (CLE)
- Inscriptiones Latinae selectae (ILS)
- Inscriptiones Regni Neapolitani Latinae (IRNL)
- Inscriptiones Italiae (II)
- Inscriptiones Latinae Liberae Rei Publicae (ILLRP). Publiées par Attilio Degrassi entre 1957 et 1963, elles tentent de suppléer le volume I du CIL, qui couvre la période républicaine mais souffre de certaines lacunes que sa réédition n'a pas entièrement comblées. Silvio Panciera, élève de Degrassi, en a publié un Supplementum (ILLRP Suppl.) en 1991.
- Die Deutschen Inschriften, 1942-… (89 numéros jusqu'en 2013).
- Inscriptiones Christianae Urbis Romae septimo saeculo antiquiores (ICUR)
- Inscriptiones Christianae Italiae seprimo saeculo antiquiores (ICI)
- Inscriptiones Latinae Christianae Veteres (ILCV)
- Corpus des inscriptions de la France médiévale
- Inscriptiones Medii Aevi Italiae (saecula VI-XII) (IMAI)

### Épigraphie étrusque
- Corpus Inscriptionum Etruscarum (CIE), 1863-…

### Épigraphie sémitique
- Corpus Inscriptionum Semiticarum (CIS), Paris, Imprimerie Nationale, 1862-1962.
- Corpus inscriptionum Semiticarum. Pars II: Inscriptions araméennes, Paris, 1889.
- Corpus inscriptionum Semiticarum. Ab Academia Inscriptionum et Litterarum humanorum conditura atque digestum, Pars secunda. Tomus I: Inscriptiones aramaicas continens, Fasciculus secundus, Paris, 1893.
- Corpus inscriptionum Semiticarum. Pars secunda. Tomus I: Inscriptiones aramaicas continens, Fasciculus tertius, Paris, 1902.
- Corpus inscriptionum Semiticarum. Pars secunda. Tomus III: Inscriptiones Palmyrenae, J.-B. Chabot (ed.), Fasciculus primus, Paris, 1926.
- Corpus inscriptionum Semiticarum. Pars secunda. Tomus III: Inscriptiones Palmyrenae, Fasciculus secundus, Paris, 1947.
- Corpus inscriptionum Semiticarum. Pars quarta: Inscriptiones Ḥimyariticas et sabaeas continens, Parisiis, E reipublicae Typographaeo, 1889.
- Corpus inscriptionum Semiticarum, Pars quinta, Inscriptiones saracenicas continens, Tomus I, fasciculus 1: Inscriptiones safaiticae, Paris, 1951